# 埼玉県道348号下戦場塩貝戸線

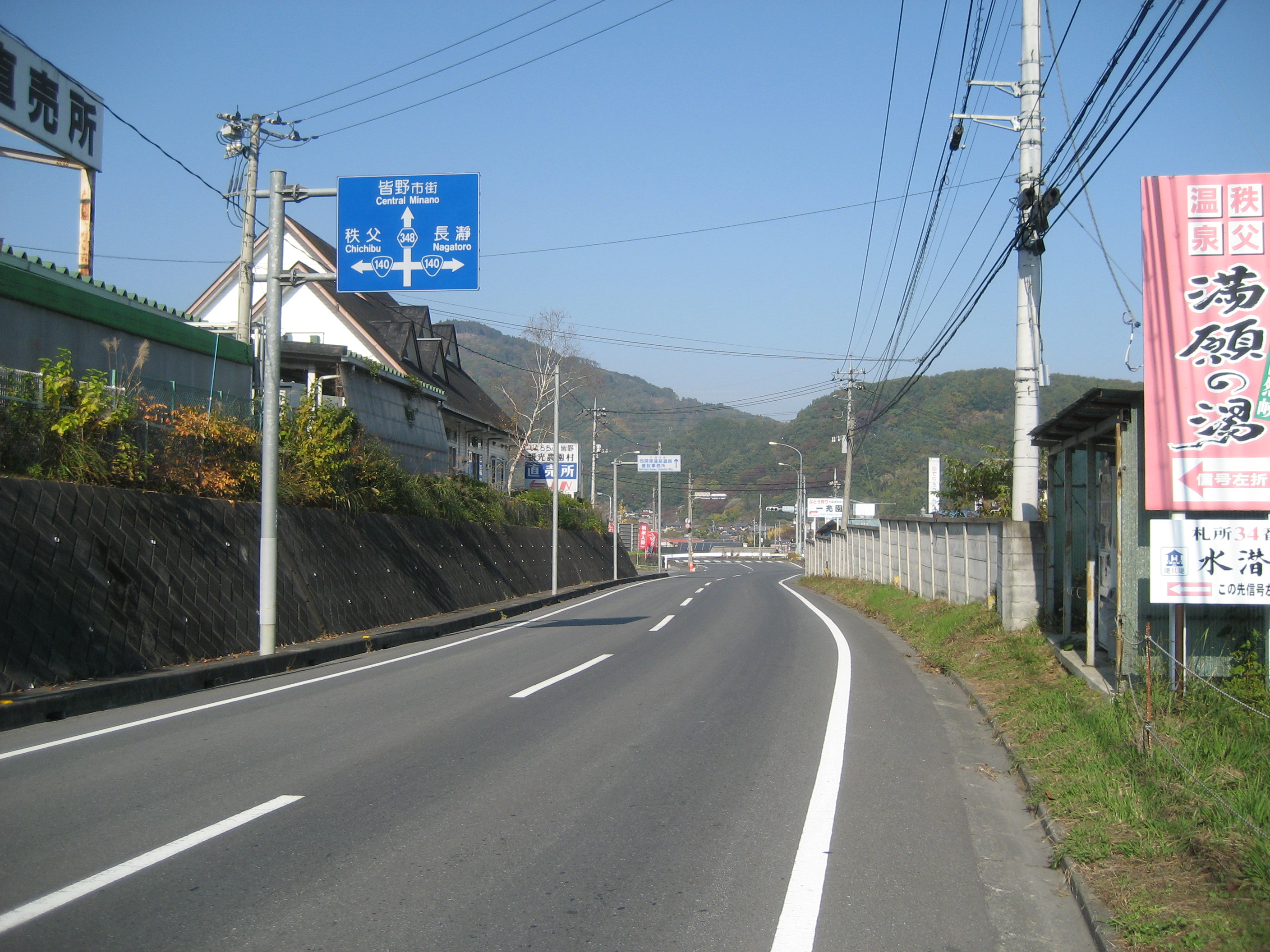
国道140号線との交差点付近

埼玉県道348号下戦場塩貝戸線（さいたまけんどう348ごう しもせんばしおかいとせん）は、埼玉県秩父郡皆野町内を通過する一般県道である。

## 概要
皆野町大字皆野地内で完結する短い路線。国道140号皆野寄居バイパス皆野長瀞インターチェンジ入口交点から秩父鉄道親鼻駅付近までを結ぶ。路線名の「下戦場」「塩貝戸」はともに大字皆野の小字である。
2012年（平成24年）11月に本県道沿い（国道140号交点付近）に道の駅みなのが開業し、皆野長瀞インターチェンジへのアクセス道路の役目に加えこの道の駅へのアクセスも担うこととなった。

### 路線データ
- 総延長：1.1km[1]
- 実延長：1.1km[1]
- 起点：埼玉県秩父郡皆野町大字皆野（皆野長瀞インター入口交差点＝国道140号皆野寄居バイパス、埼玉県道82号長瀞玉淀自然公園線交点）
- 終点：埼玉県秩父郡皆野町大字皆野（埼玉県道205号親鼻停車場線交点）

### 交通量
24時間自動車類交通量（台/日）
- 2,747（推定値）

## 地理

### 通過する自治体
- 埼玉県
  - 秩父郡皆野町

### 通称
- 戦場通り

### 交差する道路
| 交差する道路                            | 交差する道路                   | 交差点名             | 所在地 | 起点から (km) |
| --------------------------------------- | ------------------------------ | -------------------- | ------ | ------------- |
| 埼玉県道82号長瀞玉淀自然公園線 三沢方面 |                                |                      |        |               |
| 国道140号（皆野寄居バイパス）           | 埼玉県道82号長瀞玉淀自然公園線 | 皆野長瀞インター入口 | 皆野町 | 0.0           |
| 国道140号（彩甲斐街道）                 | 国道140号（彩甲斐街道）        | 三沢入口             | 皆野町 | 0.8           |
| 埼玉県道205号親鼻停車場線               | 埼玉県道205号親鼻停車場線      | （大字皆野地内）     | 皆野町 | 1.1           |

### 沿線の施設
- 道の駅みなの
- 正観寺